# Rocky III (banda sonora)
Rocky III es una banda sonora publicada en junio de 1982 que pertenece a la película Rocky III protagonizada por Sylvester Stallone estrenada el mismo año, y fue producida por Bill Conti. 

## Lista de canciones
1. "Eye of the Tiger" (de Survivor) – 3:50
2. "Take You Back (Tough Gym)" – 1:46
3. "Pushin'" – 3:08
4. "Decision" – 2:03
5. "Mickey" – 4:37
6. "Take You Back" – 3:34
7. "Reflections" – 3:18
8. "Gonna Fly Now" – 2:47
9. "Adrian" – 1:38
10. "Conquest" – 4:41

## Créditos
- Frank Stallone – coro (2, 3, 6)
- Ray Pizzi – saxofón (3)
- Jerry Hey – trompeta (3)
- Vincent DeRosa – French horn (5)
- Mike Lang – piano (5)
- DeEtta Little, Nelson Pigford – coro (8)

- Nota: La versión de Eye of the Tiger que aparece en la película es en realidad un demo de la versión "final", es lo que aparece en la banda sonora. También falta la versión instrumental de la canción que se reproduce cuando Rocky se entrena en el viejo gimnasio de Apollo.[1]